# Teresa Motos
Teresa Motos Izeta (San Sebastián, 29 december 1963) is een Spaans hockeyster.
Motos werd met de Spaanse ploeg in 1992 in eigen land olympisch kampioen.

## Erelijst
- 1991 - 6e Champions Trophy Berlijn
- 1992 –  Olympische Spelen in Barcelona
- 1996 – 8e Olympische Spelen in Atlanta